# Tavoleto
Tavoleto es una localidad y comune italiana de la provincia de Pesaro y Urbino, región de las Marcas, con 918 habitantes.

## Evolución demográfica
| Gráfica de evolución demográfica de Tavoleto entre 1861 y 2001 |
|                                                                |
| Fuente ISTAT - elaboración gráfica de Wikipedia                |